# Sopes

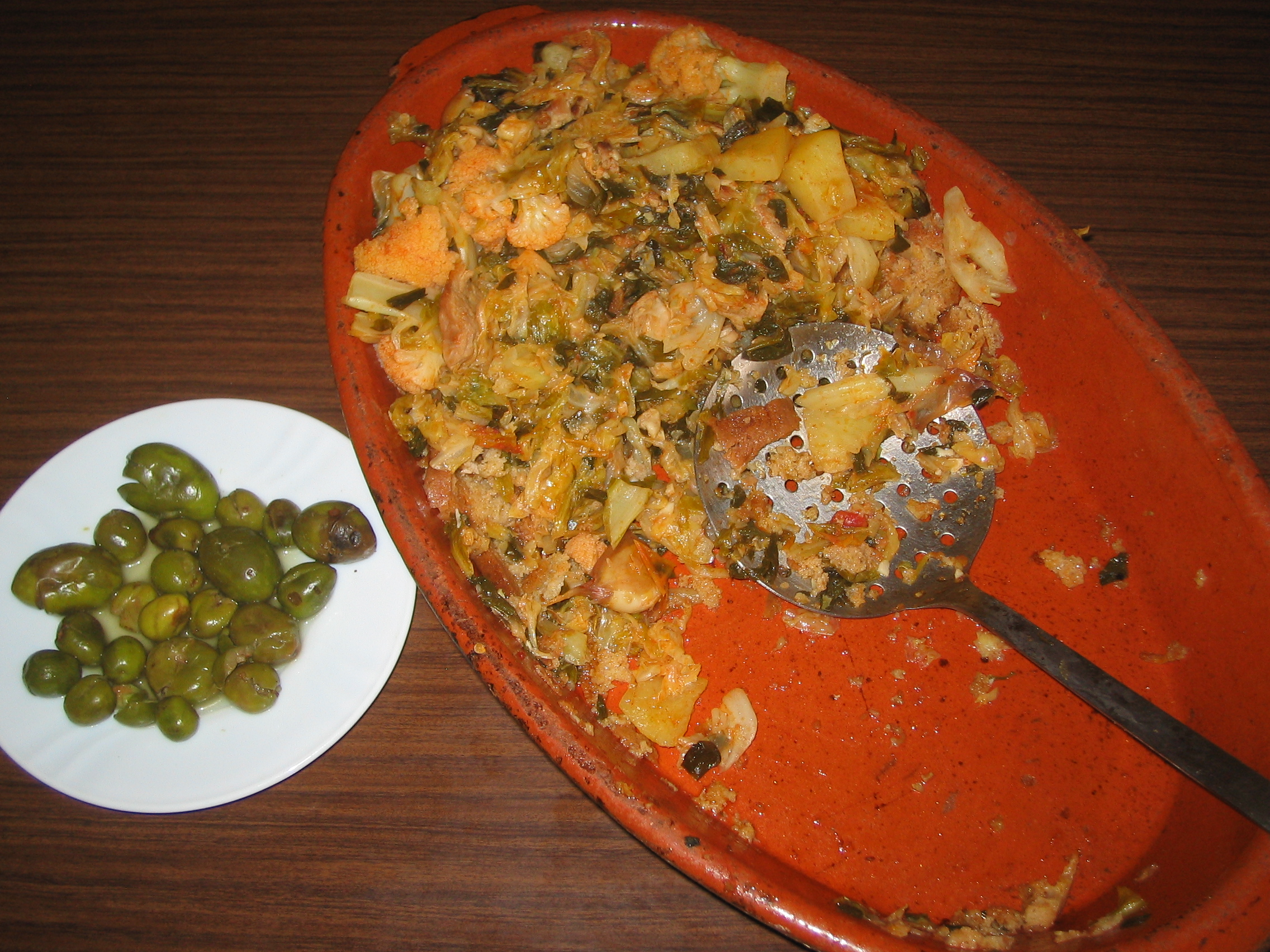
Plat de sopes mallorquines

Les sopes, sopes seques o sopes mallorquines són un plat típic de Mallorca fet a base de brou de verdures i llesques fines de pa moreno sec. Són un plat que es pot menjar amb forqueta, ja que quasi no conté líquid: el brou ha de ser absorbit per les llesques de pa.
Se solen presentar acompanyades d'olives o de fonoll marí envinagrat.
Les sopes mallorquines són una de les variants de les sopes escaldades amb brou, un plat típic d'altres zones del Mediterrani com Catalunya, Provença o Itàlia.
Existeix una varietat anomenada sopes d'estiu en la qual varia lleugerament la recepta amb aliments de temporada, com el pebre tendre.